# メチスチシン
メチスチシン(Methysticin)は、カヴァに含まれる6つの主なカヴァラクトンのうちの1つである。メチスチシンや関連化合物であるジヒドロメチスチシンは、CYP1A1の誘導効果を持ち、それがカヴァの毒性の要因となっていることが示唆されている。

## 毒性
メチスチシンは、ベンゾピレンを既知の物質で最も高い発がんを持つ物質の1つであるベンゾピレン-7,8-ジヒドロジオール-9,10-エポキシドに代謝する酵素の1つであるCYP1A1の作用を誘導する。この効果は、ともにカヴァに多く含まれるジヒドロメチスチシンも持っている。